# Turpilião
Turpilião (em latim: Turpilio) foi um oficial romano do começo do século V, ativo durante o reinado do imperador romano ocidental Honório (r. 395–423). Aparece em 408, após a morte de Estilicão, quando Honório nomeou-o general por instigação de Olímpio. Antes desta promoção, ele era mestre da cavalaria e é provável que foi substituído em sua antiga posição por Vigilâncio. Em seguida, Turpilião foi nomeado mestre da infantaria em sucessão de Varanes e seria em seguida sucedido por Valente. Em 409, após a queda de Olímpio, ele e Vigilâncio foram demitidos e sentenciados ao exílio, mas foram executados por sua escolta, alegadamente sob ordens do novo prefeito pretoriano Jóvio.